# Експериментальний театр

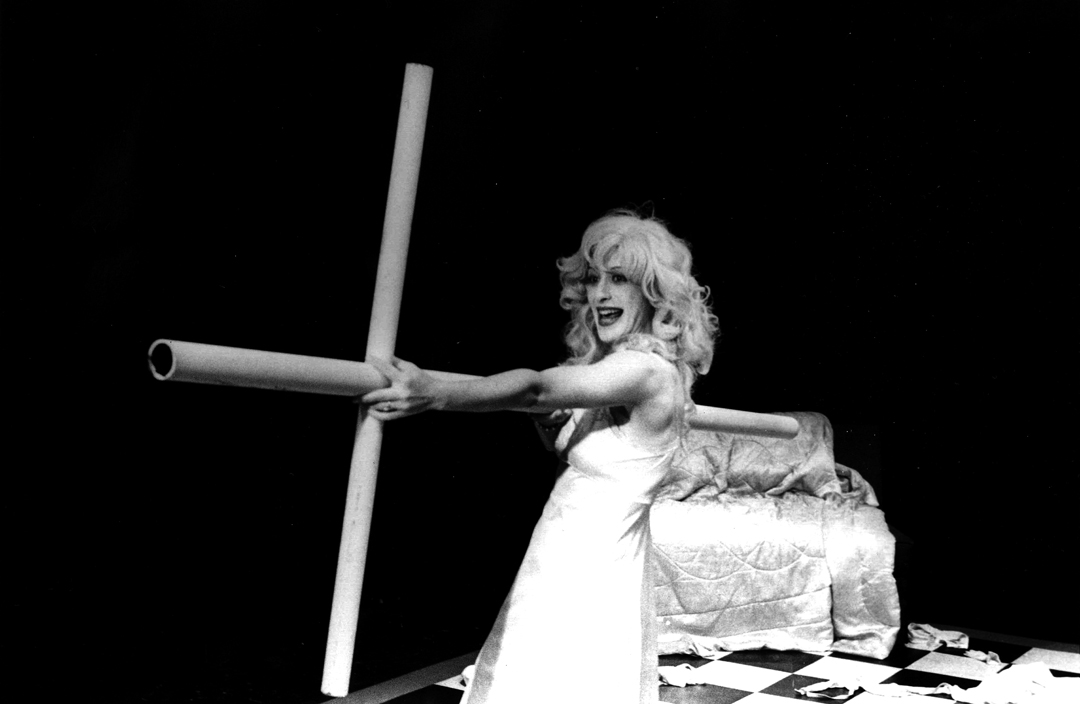
Робін Бітман (Театр в Балтіморі, 1981 рік). П'єса Тома Еєна «The White Whore and the Bit Player». Режисер-постановник: Бред Мейс.

Експериментальний театр (також відомий як авангардний театр) бере свій початок з кінця 19 століття, з появою Західного театру на чолі з Альфредом Жаррі та його п'єсами про короля Убу, які були своєрідною відмовою від класичного способу написання та постановки п'єс в цілому. З плином часу, значення цього терміна змінилося. На сьогодні, авангардний театр вважається передовим видом театру на світовій арені. Він приймає різні форми прояву, котрі раніш вважалися радикальними. Театрали-авангардисти постійно намагаються вигадати щось нове, аналогів чому немає в жодному куточку світу.
Подібно до інших проявів авангардизму, експериментальний театр був створений як відповідна реакція на різко відчутну масову культурну кризу. Попри усілякі політичні та внутрішні методи примирення, авангардні театри, усі без виключення, чинять опір буржуазному театру. У свою чергу, експериментальний театр намагається використовувати нові засоби комунікації за допомогою мови та рухів, щоб перемінити тональність сприйняття та встановити новий, більш ефективний зв'язок з публікою.

## Ставлення до публіки
Відомий постановник і драматург експериментального театру Пітер Брук описує своє головне завдання, проводячи паралель з формуванням «…театру, в якому різниця між актором та глядачем буде лише практичною, а не принциповою».
Традиційно, публіка вважається пасивними глядачами. Проте багато хто з послідовників експериментального театру хотів змінити даний стандарт. Наприклад, Бертольд Брехт прагнув залучити публіку в дійство за допомогою актора, який руйнує уявну «четверту стіну» під час п'єси й напряму ставить запитання публіці; при цьому, актор не дає відповідей, змушуючи глядачів замислитися й зануритися в себе. Аугусто Боал мріяв, щоб публіка одразу реагувала на дійство; Антонен Арто намагався вплинути безпосередньо на підсвідомий рівень сприйняття глядачів. Пітер Брук виокремив трикутник взаємовідносин під час виступів: внутрішні взаємовідносини виконавців, відносини виконавців один до одного на сцені та їх взаємозв'язок з публікою. Трупа британського експериментального театру «Велфайер Стейт Інтернешнл» згадувала про «обрядове коло» під час вистави, де актори складають один сектор, публіка — другий, а енергія концентрується між ними.
Незважаючи на ідеологічний вплив ролі глядача, актори під час вистав залучали публіку різними засобами. Існування просценіуму стало під питання, так як виступи почали ставити в місцях, непередбачених для театрального дійства. Глядачів залучали, частіш всього, як активних учасників у постановці, а просценіум, як правило, руйнував такі наміри.
Запрошуючи на сцену добровольців, актор змушував глядачів відчути себе в іншому амплуа, тим самим аудиторія могла видозмінити свої погляди, цінності та переконання по відношенню до сюжету виступу й самої його теми. Наприклад, під час сцени побиття, актор міг підійти до аудиторії, поглянути на одного із глядачів й викликати його на поєдинок одразу на місті. Переляк на обличчі людини закарбує головну суть «жахіть знущань» в пам'яті самого глядача та всієї аудиторії.
Також, існували різні по формам та конструкціям приміщення театрів. Постановники переосмислювали різноманітні засоби режисури спектаклю. Важливо зазначити про існування численних дослідницьких робіт, що стосуються театрів Єлизаветинської та античної епох. Ми можемо спостерігати традиційні риси в побудові повсюди. Наприклад, споруда Національного лондонського театру побудована з високим рівнем гнучкості. Це нагадує нам приміщення театру Єлизаветинської епохи з використанням траверза (Театр Дорфман), и сцену, побудовану в формі просценіуму (Театр Літтлтон) й амфітеатру (Театр Олів'є). Постановники та архітектори свідомо хотіли «зруйнувати» традиційний просценіум. Жак Копо, з точки зору оформлення сцени, був дуже важливим діячем. Він намагався уникати надлишкового натуралізму, щоб відшукати нове й більш лаконічне бачення мети сцени.

## Вплив на суспільство
Деякі колективи зіграли важливу роль скоріш в зміні ставлення суспільства до театру, ніж до його амплуа. Актори використовували свої навички з метою залучення публіки й підвищення її культурної активності різноманітними способами: дидактична пропаганда, оголошувана зі сцени, або ж шляхом співвідношення. Наприклад, в театрі «Велфайер Стейт Інтернешнл» публіка може провести паралель між тим створеним «мікро-суспільством», представленим на сцені, та його власним середовищем існування.
Аугусто Боал презентував громадянам Ріо Законодавчий Театр. Він прагнув допомогти жителям усвідомити, що вони хочуть змінити в бразильському суспільстві. Як радник, Боал ввів ряд нових законів, використовуючи реакцію публіки на вистави. Головною метою постановників, в рамках експериментального театру, є вплив на суспільство, або хоча б на публіку, що зібралась в залі, результатом якого є видозміни поглядів, переконань і цінностей та підвищення суспільної активності.

## Методика створення п'єси
Традиційно, існує вельми ієрархічна методика створення п'єси. Спочатку автор знаходить суттєву проблему, потім пише сценарій. Постановник інтерпретує дану історію разом з акторами так, щоб змогти зобразити це на сцені, а виконавці, безпосередньо, втілюють колективне бачення постановника та сценариста. Багато театральних режисерів стали скептично відноситись до такої ієрархічності, так як почали визнавати у виконавцях повноправних творчих особистостей.
Все почалося з того, що акторам надавали все більше свободи в плані власної інтерпретації п'єси та своєї ролі. В кінцевому рахунку, саме таким чином виник колективний театр. Цей напрям сприяв появі колективу імпровізаційного театру в рамках експериментального. Актори та виконавці писали тексти з репліками самі для себе, тому вони зовсім не потребували сценариста, який писав би матеріал для шоу або ж для театральної постановки.
Саме за такого збігу обставин, ми можемо спостерігати зараз нові засоби самореалізації та широкий спектр можливостей, надбаних акторами. Керівництво постановника та сценариста кардинально змінилось. На сьогодні постановники більше не грають роль вищого авторитету, як то було раніш, а всього лише виступають як радники та організатори.
Крім зрушень в самій ієрархії, відбулися зміни також і в індивідуальних ролях виконавців. Комплексний підхід ставав все більш розповсюдженим через те, що актори не хотіли відчувати себе незатишно в вигаданих для них ролях. На ряду зі змінами всередині театральної діяльності, інші види мистецтв також не залишалися позаду. Танці, музика, образотворче мистецтво та література почали вбирати в себе нові барви, в той час як актори відчувають себе доволі зручно в співробітництві один з одним, не беручи до уваги різний рівень підготовки та кваліфікації.

## Внесок
Експериментальний театр зробив свій особливий внесок у традиції театру.
Метаморфози відбулися в:
- конструкції приміщення;
- темах п'єс;
- постановці рухів та мови;
- загальному настрої п'єси;
- взаємодії з публікою тощо.